# 圣戈纳里
圣戈纳里（法語：Saint-Gonnery，法語發音：[sɛ̃ ɡɔnʁi]）是法国莫尔比昂省的一个市镇，属于蓬蒂维区。

## 地理
圣戈纳里（48°7'26"N, 2°49'11"W）面积16.29 平方千米，位于法国布列塔尼大區莫尔比昂省，该省份为法国西北部沿海省份，位于布列塔尼半岛南部，北起阿摩尔滨海省、西接菲尼斯泰尔省，南濒大西洋，东南接大西洋卢瓦尔省，东临伊勒-维莱讷省。
与圣戈纳里接壤的市镇（或旧市镇、城区）包括：埃蒙斯图瓦尔、卢代阿克、圣莫当、盖尔塔斯、圣热朗-克鲁瓦桑韦克。

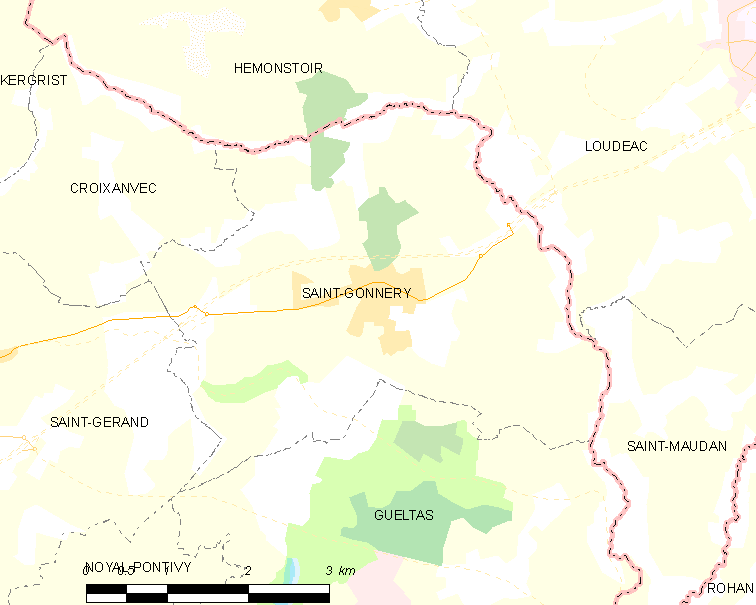
圣戈纳里的OSM定位图

圣戈纳里的时区为UTC+01:00、UTC+02:00（夏令时）。

## 行政
圣戈纳里的邮政编码为56920，INSEE市镇编码为56215。

## 政治
圣戈纳里所属的省级选区为蓬蒂维县。

## 人口

1962-2008年间圣戈纳里人口变化图示

圣戈纳里于2022年1月1日时的人口数量为1087人。